# Trebuchet

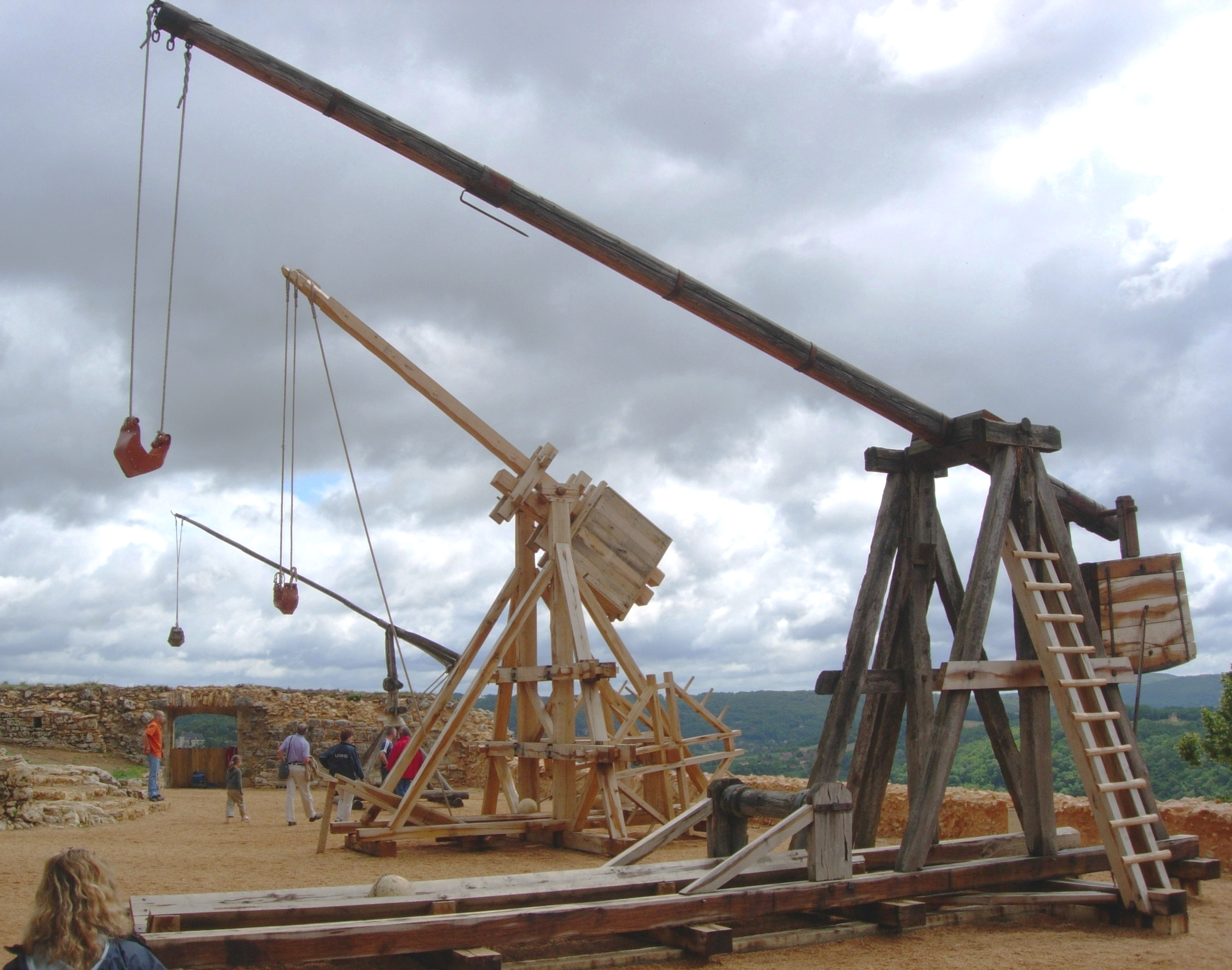
Rekonstrukce tří trebuchetů

Schema výstřelu trebuchetu

Trébuchet [trebišet] (také trebus, triboke, trabuchetum, trabocco, blida, totach) byla obléhací zbraň pracující na principu vahadla (nerovnoramenné páky a protizávaží), nikoliv tedy torzního momentu jako u katapultů. Jedná se o velký „dalekonosný prak“ dřevěné konstrukce, určený k rozbíjení zejména budov a hradeb, použít jej však bylo možné i proti těsným formacím pěchoty.

## Princip fungování
Trebuchet vrhá projektily po balistické křivce, a to i poměrně těžké. Tento druh praku měl společné dlouhé břevno na příčné ose, pohybující se tedy jako kyvadlo, jehož jedno rameno bylo dlouhé a slabší, druhé krátké a silnější, na němž bylo na dalším čepu zavěšeno velké závaží, obyčejně dřevěná bedna s kamením. Takovéto kyvadlo bylo zavěšeno v silné konstrukci vidlí z klád, postavených na silném roubení. Na konci dlouhého ramene byla na háku a provaze zavěšena kůže, na kterou se kladly vrhané projektily, vesměs až metrákový kámen. Dlouhé rameno, které v uvolněném stavu vahou těžšího konce trčelo přímo do výše, se přitahovalo provazem a rumpálem až k zemi: Tím se nachýlilo v hlavním čepu a navíc i trochu pružně prohlo. Následně bylo jednoduchým spouštěcím zařízením, úderem do kolíku, spuštěno tak, že se v okamžiku vyhouplo do výše dvojí silou, jednak protizávaží, za druhé pružností dlouhého ramene, a na kůži položený projektil byl vláčen, zdvižen a obloukem vržen do dálky. Délka vrhacího vaku, kapsy, se tedy přičítala k délce ramena, dále ho prodlužovala: Větším poloměrem oblouku pomáhala k větší vypouštěcí rychlosti.
Zásadní pro vypouštění projektilu bylo spolehlivé samovolné uvolňování jedné poloviny nosné kůže, kapsy, na vrcholu oblouku. Na délce kapsy mj. závisel  vypouštěcí úhel: Pro co nejdelší dosah vrhání bylo zapotřebí dosáhnout optimálního elevačního úhlu 45°, běžně se však vrhalo i prudčeji, pod menším úhlem.
Zaměřovalo se, kromě pootáčení trebuchetu, změnou protizávaží, změnou délky vypouštěcí kapsy, změnou vzdálenosti od cíle a zvláště pak váhou vrhaného tělesa. Experimentálně se prokázalo, že trebuchety byly velmi přesné: Při pokusech v Runneburgu (hrad v obci Weißensee ležící v Durynsku v Německu) byl rozptyl po sobě následujících vrhů pouhých 20 cm. Při rozdílných klimatických podmínkách byla přesnost dopadu s 10m rozptylem. S takovouto přesností je pravděpodobné cílení střelby na jednotlivé objekty ostřelovaného místa, opakovaná úmyslná střelba do stejného.

## Zajímavosti

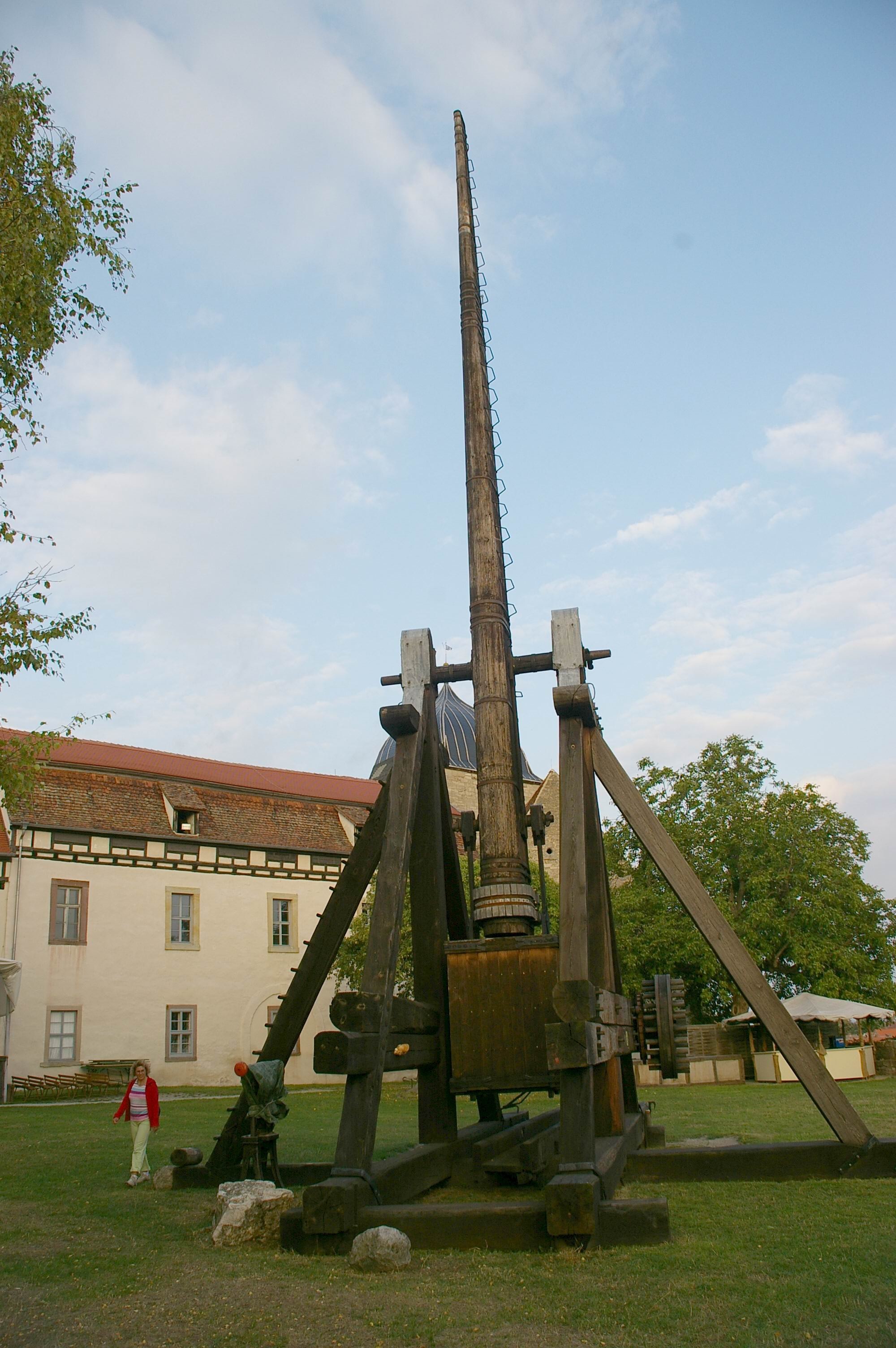
Trebuchet v Runneburgu

### První
Jako projektily se k šíření požárů používaly také zápalné soudky či otepi slámy napuštěné olejem.
Zcela netradiční munici představovaly soudky plněné mršinami, zdechlými zvířaty či žumpou: Stalo se tak např. při obléhání hradu Karlštejna r. 1422 husitskými vojsky, která naházela do hradu během půlročního obležení až na 2 000 kusů takové munice. Jednalo se o jakousi biologickou zbraň, šířící infekce mezi obležené.

### Druhá
Někteří odborníci se domnívají, že trebuchet byl vynalezen na přelomu starověku a středověku, většina však zastává názor, že byl vynalezen ve 13. století a byl používán jako jedna z hlavních obléhacích zbraní v pozdním středověku, než jej v průběhu 15. století vytlačila obléhací děla.
Určitou přechodnou renesanci zaznamenaly při dobývání Střední Ameriky, když je Hernán Cortés použil namísto nedostatkových děl, např. při dobývání Tenochtitlánu. Jejich použití však bylo pouze dočasným nouzovým řešením: Jakmile byl na kontinent přesunut dostatečný počet děl, byly trebuchety opět zapomenuty.

### Třetí
V roce 1779 si britské síly bránící obležený Gibraltar vyrobily trebuchet, ten však do bojů nejspíše nijak významně nezasáhl.